# Domingos Antônio Raiol
Domingos Antônio Raiol, o barão de Guajará (Vigia de Nazaré, 4 de março de 1830 — Belém, 27 de outubro de 1912), foi um político brasileiro. Um dos sócio-fundados do Instituto Histórico e Geográfico do Pará em 1900.

## Biografia
Domingos Antônio Raiol o primeiro e único barão de Guajará, era filho de Pedro Antônio Raiol e de Arcângela Maria da Costa Raiol, casou-se com Maria Vitória de Chermont. Formado pela Faculdade de Direito do Recife, em 1854, foi procurador da Fazenda Nacional no Pará, além de deputado provincial várias vezes e deputado geral na 12ª legislatura, em 1864, pelo Pará, em 1900 fundou a Academia Paraense de Letras. Fundou também o Instituto Histórico e Geográfico do Pará, cuja sede atual, em Belém do Pará, ocupa a antiga residência de Domingos Antônio Raiol (localizada no Bairro da Cidade Velha, bem ao lado da Assembleia Legislativa do Estado do Pará).
Foi presidente das províncias de Alagoas, nomeado por carta imperial de 23 de junho de 1882, de 3 de setembro a 11 de dezembro de 1882, do Ceará, de 12 de dezembro de 1882 a 17 de maio de 1883, e de São Paulo, nomeado por carta imperial de 30 de junho de 1883, de 18 de agosto de 1883 a 29 de março de 1884.
Foi agraciado com o título de  barão em 3 de março de 1883.

Domingos Antônio Raiol foi jurista, político e historiador; intelectual, deixou  várias obras, destacando-se Motins Políticos ou História dos Principais Acontecimentos Políticos da Província do Pará desde o Ano de 1821 até 1835. A obra original, em cinco volumes, foi reeditada  pela Universidade Federal do Pará (UFPA), em meados anos de 1970. No prefácio, o historiador Arthur Cezar Ferreira Reis diz que essa é a obra mais importante da historiografia paraense sobre aquele período agitado da província do Grão-Pará, por reunir um portentoso volume de documentos, republicados na íntegra. Raiol dedicou grande atenção à Cabanagem,  reportando  com profundo realismo, inclusive, o ataque dos cabanos à Vila de Vigia, em julho de 1835, onde mataram todos os vereadores locais — a maioria portugueses, entre eles Pedro Raiol, pai do historiador.  Logo no início do Volume 1 da obra reeditada pela UFPA, Domingos Antônio Raiol revela seu espírito  de idealista. Disse o Barão:
As grandes ideias, uma vez nascidas, apoderam-se dos espíritos, e nada há que possa impedir o alcance de suas conquistas. Os mesmos acontecimentos, que parecem contrariá-las, servem ordinariamente para mais enraizá-las e fazer realçar s seus triunfos. (...)
No mesmo excerto, o Barão revela-se, ao mesmo tempo, um humanista com convicções sobre o rigor das leis e também das exceções:
(...) Os cárceres, as prisões, as torturas, todos esses meios preventivos, que lhe costumam opor, são novos recursos para atrair prosélitos e fortalecer crenças; são males, é certo, porém males que enobrecem as vítimas e vigoram as almas nos sofrimentos, mal, enfim, que recordando os erros passados, corrigem o presente, esclarecem e formam o futuro.